# Lisbet Arredondo
Lisbet Arredondo (ur. 22 listopada 1987) – kubańska siatkarka, grająca jako libero. Obecnie występuje w drużynie Villa Clara.